# Kroktjärnen (Alanäs socken, Jämtland, 712107-147736)
Kroktjärnen är en sjö i Strömsunds kommun i Jämtland och ingår i Ångermanälvens huvudavrinningsområde. Sjön har en area på 0,223 kvadratkilometer och ligger 341,3 meter över havet.

## Delavrinningsområde
Kroktjärnen ingår i det delavrinningsområde (712072-147714) som SMHI kallar för Mynnar i Ströms Vattudal. Medelhöjden är 369 meter över havet och ytan är 13,94 kvadratkilometer. Det finns inga avrinningsområden uppströms utan avrinningsområdet är högsta punkten. Vattendraget som avvattnar avrinningsområdet har biflödesordning 3, vilket innebär att vattnet flödar genom totalt 3 vattendrag innan det når havet efter 239 kilometer. Avrinningsområdet består mestadels av skog (89 procent). Avrinningsområdet har 0,5 kvadratkilometer vattenytor vilket ger det en sjöprocent på 3,6 procent.